# Ariosoma shiroanago
Ariosoma shiroanago is een  straalvinnige vissensoort uit de familie van zeepalingen (Congridae). De wetenschappelijke naam van de soort is voor het eerst geldig gepubliceerd in 1958 door Asano.